# .com
Doména .com je generická doména nejvyššího řádu (TLD) v DNS. Její název je odvozen od „commercial“, indikující její původní účel jako domény pro komerční organizace. Rozdíly se ztratily, když použití domén .com, .org a .net přestalo být podmíněno.
Doména byla původně spravována Ministerstvem obrany Spojených států amerických, ale dnes je řízená Verisignem a zůstává pod ultimátní pravomocí amerického zákona. Registrace probíhá přes tzv. registrátory akreditované ICANN nebo přímo přes Verisign. Registr akceptuje mezinárodní doménová jména (IDN). 
Doména byla jedna z prvních generických domén nejvyššího řádu (TLD) na internetu když byl doménový systém zaveden v lednu roku 1985, ostatní byly: .edu, .gov, .mil, .net, .org a .arpa. Postupem času se z ní stala největší a nejpoužívanější generická doména nejvyššího řádu (TLD).

## Historie
Doména .com byla z první skupiny domén prvního řádu, když byl implementován DNS pro použití na internetu v lednu 1985. Doména byla spravována Ministerstvem obrany Spojených států amerických, ale ministerstvo smluvně předalo údržbu domény SRI International. SRI vytvořila DDN-NIC, také známé jako SRI-NIC nebo jednoduše NIC (Network Information Center), poté přístupné online s doménou nic.ddn.mil. Počínaje 1. říjnem roku 1991, byla operační smlouva přidělena organizaci Government Systems Inc. (GSI), která ji sub-smlouvu předala organizaci Network Solutions Inc. (NSI).
1. ledna 1993 Národní vědecká nadace převzala zodpovědnost za údržbu, protože .com byla primárně určena pro mírové zájmy. NSF dala kontraktem operaci Network Solutions (NSI). V roce 1995 NSF oprávnila NSi možnost účtovat své klienty (osoby které vlastnily doménu) ročním poplatkem, okamžitě od založení domény. Zpočátku byl poplatek 50 dolarů za rok, z toho 35 dolarů šlo do NSI a 15 dolarů do vládního fondu. Noví klienti museli první dva roky platit za novou doménu 100 dolarů ročně. V roce 1997 Ministerstvo obchodu Spojených států amerických převzalo odpovědnost za všechny generické domény prvního řádu (TLD). V současné době je řízená VeriSignem, který získal Network Solutions. VeriSign později oddělil neregistrátorské funkce Network Solutions v oddělenou firmu která pokračuje jako klient.